# Distretto di La-ngu
Il distretto di La-ngu (in thailandese: ละงู) è un distretto (amphoe) della Thailandia, situato nella provincia di Satun.